# Luke Lamperti
Luke Lamperti (Sebastopol (Californië), 31 december 2002) is een Amerikaans professioneel wielrenner, die anno 2024 rijdt voor Soudal Quick-Step.

## Carrière
Nadat Lamperti in 2020 niet actief was in het wielrennen in verband met de coronapandemie, tekende hij in 2021 een contract bij Trinity Racing. Hier behaalde hij al snel een overwinning in de Tour de l'Eure et Loire. Na enkele ereplaatsen in 2022 liet hij zich sterk zien in de Ronde van Taiwan. Hij won hier de derde etappe en het puntenklassement. Daarnaast eindigde hij als vierde in het eindklassement. In het voorjaar van 2023 won Lamperti de eerste etappe in de Volta ao Alentejo. In zijn eerst volgende koers sprintte hij eveneens naar een overwinning. Ditmaal in de derde etappe van het Circuit des Ardennes. Zijn volgende zege behaalde hij in de Rutland-Melton International Cicle Classic. Niet lang daarna was Lamperti succesvol in de eerste etappe van de Ronde van Bretagne. 

## Overwinningen
2019
2e etappe Grand Prix Rüebliland
Bergklassement Ronde van Abitibi
2021
2e etappe Tour de l'Eure et Loire
2022
3e etappe Ronde van Taiwan
Puntenklassement Ronde van Taiwan
2023
1e etappe Volta ao Alentejo
4e etappe Circuit des Ardennes
Rutland-Melton International Cicle Classic
3e etappe Girobio
1e etappe Ronde van Bretagne
Puntenklassement Ronde van Bretagne
Proloog, 4e en 7e etappe Ronde van Japan
Puntenklassement Ronde van Japan
2024
1e etappe Ronde van Tsjechië
2025
1e etappe Ronde van Tsjechië

### Resultaten in voornaamste wedstrijden
| Jaar | Ronde van Italië | Ronde van Frankrijk | Ronde van Spanje |
| ---- | ---------------- | ------------------- | ---------------- |
| 2024 | 117e             |                     |                  |
| 2025 | 146e             |                     |                  |

| Jaar | Milaan-San Remo | Gent-Wevelgem | Ronde van Vlaanderen | Parijs-Roubaix |
| ---- | --------------- | ------------- | -------------------- | -------------- |
| 2024 | 108e            | 72e           |                      |                |
| 2025 |                 | opgave        | opgave               | opgave         |

## Ploegen
- 2021 –  Trinity Racing
- 2022 –  Trinity Racing
- 2023 –  Trinity Racing
- 2024 –  Soudal-Quick Step
- 2025 –  Soudal Quick-Step

Alaphilippe · Asgreen · Bastiaens · Cattaneo · Černý · Evenepoel      · Gelders · Hirt · Huby · Knox · Lampaert · Lamperti · Landa · Lecerf · Magnier · Masnada · Merlier · Moscon · Pedersen · Reinderink · Serry · Svrček · Van Lerberghe · Van Wilder · Vangheluwe · Vansevenant · Vervaeke · Warlop